# David Cox (statistico)
David Roxbee Cox (Birmingham, 15 luglio 1924 – Oxford, 18 gennaio 2022) è stato uno statistico britannico.

## Biografia

### Formazione
Cox si laureò in matematica all'Università di Cambridge e conseguì nel 1949 il dottorato di ricerca presso l'università di Leeds.

### Carriera
Durante la seconda guerra mondiale lavorò dal 1944 al 1946 per il Royal Aircraft Establishment, dal 1946 al 1950 per l'industria della lana.
Nel 1950 iniziò la carriera accademica come lettore presso l'Università di Cambridge; dal 1956 fu lettore e poi professore di Statistica al Birkbeck College di Londra. Nel 1966 iniziò a insegnare all'Imperial College London e nel 1988 all'Università di Oxford.
I suoi contributi alla disciplina della statistica furono numerosi, includendo la regressione logistica e la regressione di Cox.
Dal 1966 al 1991 fu editore di Biometrika.
Dal 1979 al 1981 fu presidente della Bernoulli Society e dal 1980 al 1982 presidente della Royal Statistical Society. Dal 1995 al 1997 fu presidente dell'Istituto Internazionale di Statistica.
Nel 2002 divenne membro onorario a vita della International Biometric Society.

### Morte
È morto il 18 gennaio 2022, all'età di 97 anni.

## Vita privata
Nel 1947 Cox si sposò con Joyce Drummond, da cui ebbe quattro figli.

## Opere
- Estimation by double sampling, in Biometrika, 1952
- Some problems connected with statistical inference, in Ann. Math. Statist., 1958
- Planning of experiments, 1958
- The foundations of statistical inference (con G. Barnard), 1961
- Renewal Theory, 1962
- An analysis of transformations (con G. E. P. Box), in J. R. Statist. Soc. series B, 1964
- The Theory of Stochastic Processes (con H. D. Miller), 1965
- Statistical Analysis of Series of Events (con P.A.W.Lewis), 1966
- Analysis of binary data, 1970, seconda edizione 1989 con E. J. Snell
- Regression models and life tables, in J. R. Statist. Soc. series B, 1972
- Theoretical Statistics (con D.V.Hinkley), 1974
- Partial likelihood, in Biometrika, 1975
- Point Processes (con V. Isham), 1979
- Local ancillarity, in Biometrika, 1980
- Interaction, in International Statistical Review, 1984
- Analysis of Survival Data (con D. Oakes), 1984
- Asymptotic techniques for use in statistics (con O. E. Barndorff-Nielsen) 1989
- Inference and asymptotics (con O. E. Barndorff-Nielsen) 1994
- Multivariate dependencies (con N. Wermuth), 1996
- Components of variance (con P. J. Solomon), 2002

## Premi
- 1961 - Guy Medal in Silver, Royal Statistical Society
- 1973 - Guy Medal in Gold, Royal Statistical Society
- 1984 - Weldon Memorial Prize, University of Oxford
- 1990 - Kettering Prize and Gold Medal for Cancer Research
- 1992 - Max Planck Forschungspreise
- 1998 - Marvin Zelen leadership award, Harvard University
- 2010 - Medaglia Copley